# Forlaget Zoom
Forlaget Zoom blev startet i 2010 af bl.a. Michael G. Nielsen, Mads Stoumann og Per Sanderhage, der alle har mange års erfaring i tegneseriebranchen. 
Forlaget fortsætter bl.a. albumserierne om Blåfrakkerne, Den lille Splint og Rubine og de kronologiske bogserier om  Allan Falk, Basserne, Bernard Prince, Red Kelly og Splint & Co.

## Eksterne links
- forlagetzoom.dk
- facebook.com